# 小嵐九八郎
小嵐 九八郎（こあらし くはちろう、1944年7月31日 -）は、日本の小説家、歌人。 本名、工藤永人。

## 人物
秋田県能代市出身。神奈川県立川崎高等学校、早稲田大学政治経済学部卒業。大学在学中から新左翼運動に身を投じ、社青同解放派で活動し、通算5年の服役経験を持つ。歌人としての筆名は米山信介だったが、現在は小嵐九八郎に統一。「未来」短歌会にて岡井隆に師事。秋田方言を大胆に取り入れた軽快な作風を、小説においても短歌においても統一している。日本ペンクラブ会員。

## 経歴
- 1992年、『鉄塔の泣く街』で第106回直木三十五賞候補。
- 1993年、『清十郎』で第108回直木三十五賞候補。
- 1994年、『おらホの選挙』で第110回直木三十五賞候補、『刑務所ものがたり』で第16回吉川英治文学新人賞受賞。
- 1995年、『風が呼んでる』で第112回直木三十五賞候補。

## 作品リスト

### 小説
- 『流浪期』1988年、講談社ノベルス、のち文庫
- 『巨魚伝説』（1988年、祥伝社ノン・ポシェット）
- 『青春漂流記』（1988年、広済堂出版）
- 『弁護士尽ちゃん愛殺記』1988年、双葉ノベルス、のち文庫
- 『紫桔梗殺人事件』（1988年、光文社カッパ・ノベルス）
- 『あずみ野殺意の旅』（1989年、天山ノベルス）
- 『青狼伝説』（1989年、祥伝社ノン・ポシェット）
- 『風騒ぐ丘』（1989年、広済堂文庫）
- 『海峡にさらば』（1990年、トクマ・ノベルズ）
- 『鈍川家の四兄弟 青昴編』（1990年、集英社文庫）

『復讐の海流―続・鈍川家の四兄弟』（1992年、集英社文庫）
『剣歌―鈍川家の四兄弟3』（1993年、集英社文庫）
『疾風―鈍川家の四兄弟4』（1993年、集英社文庫）
- 『大鷲伝説』（1990年、祥伝社ノン・ポシェット）
- 『諏訪青春水滸伝』1991年、講談社ノベルス、のち文庫
- 『鉄塔の泣く街』（1991年、実業之日本社）
- 『人喰い海流』（1991年、祥伝社ノン・ポシェット）
- 『清十郎』（1992年、文藝春秋）
- 『川崎南町物語』（1993年、広済堂出版）
- 『あしたば物語』（1993年、実業之日本社）
- 『おらホの選挙』（1993年、講談社）
- 『ずっこけやつらが囁けば』（1994年、実業之日本社）
- 『異風者』（1994年、福武書店）
- 『刑務所ものがたり』（1994年、文藝春秋）
- 『波止場ものがたり』（1995年、青樹社）
- 『風に葬え』（1995年、角川書店）
- 『黙っていても双子は』（1995年、中央公論社）
- 『遥かなる啄木 一握の殺意』（1996年、青樹社）
- 『癒されて海鳴りの街』（1996年、実業之日本社）
- 『いっさい、一妻ブルース』（1996年、講談社）
- 『みどりの光芒』（1996年、文藝春秋）
- 『癒しがたき』（1996年、角川書店）
- 『見上げればあ、雲』（1997年、毎日新聞社）
- 『真幸くあらば』（1998年、講談社 のち文庫）
- 『荘子は哭く』（1999年、実業之日本社）
- 『わるい女』（1999年、小学館）
- 『水のような火のような』（2001年、有楽出版社）
- 『蜂起には至らず―新左翼死人列伝』2003年、講談社、のち文庫
- 『ふぶけども』（2004年、小学館）
- 『悪たれの華』（2006年、講談社）
- 『水漬く魂』（2007年、河出書房新社）

第1部 藍に燃える
第2部 赤に燃える
第3部 白に燃える
第4部 青に燃える
第5部 黒に燃える
- 『悪武蔵』講談社 2009
- 『天のお父っとなぜに見捨てる』河出書房新社 2013 （キリストを描く）
- 『我れ、美に殉ず』講談社 2014（久隅守景、英一蝶、伊藤若冲、浦上玉堂を描く）
- 『鬼の花火師玉屋市郎兵衛』宝島社文庫 2015
- 『犬死伝 赫ける、草莽の志士』講談社 2016 （相楽総三を描く）
- 『彼方への忘れもの』アーツアンドクラフツ 2016
- 『蕪村 己が身の闇より吼て』講談社 2018
- 『あれは誰を呼ぶ声』装画:五木玲子 アーツアンドクラフツ 2018

### その他
- 『叙事がりらや小唄 小嵐九八郎歌集』（1990年、短歌研究社）
- 『日本人になった新ガイジン』（1999年、講談社）
- 『せつない手紙―こころを伝える綴り方講座』（1999年、ちくま新書）
- 『川崎山王町 小嵐家の台所―都会でできる田舎暮らし』（2000年、青樹社）
- 『妻をみなおす』（2004年、ちくま新書）
- 『明日も迷鳥 小嵐九八郎歌集』（2010年、短歌研究社）
- 『日本名僧奇僧列伝 いのちというは、仏道』河出書房新社 2010

### 共著
- 『柄谷行人政治を語る』聞き手 図書新聞 2009
- 『日本赤軍!世界を疾走した群像』重信房子,和光晴生,足立正生,若松孝二,塩見孝也（聞き手）図書新聞 2010